# Metropolia Aracaju
Metropolia Aracaju – metropolia Kościoła rzymskokatolickiego w Brazylii. Składa się z metropolitalnej archidiecezji Aracaju i dwóch diecezji. Została erygowana 30 kwietnia 1960 konstytucją apostolską Ecclesiarum omnium papieża Jana XXIII. Od 2017 godność arcybiskupa metropolity sprawuje abp João José da Costa.
W skład metropolii wchodzą:
- archidiecezja Aracaju
  - diecezja Estância
  - diecezja Propriá

Prowincja kościelna Aracaju wraz z metropoliami Feira de Santana, São Salvador da Bahia i Vitória da Conquista tworzą region kościelny Nordeste III, zwany też regionem Bahia i Sergipe.

## Metropolici
- José Vicente Távora (1960 – 1970)
- Luciano José Cabral Duarte (1971 – 1998)
- José Palmeira Lessa (1998 – 2017)
- João José da Costa (2017 – 2023)
- Josafá Menezes da Silva (od 2024)